# بيت الدميحي (مناخة)

تعديل مصدري - تعديل

بيت الدميحي هي إحدى قرى عزلة الاغمور بمديرية مناخة التابعة لمحافظة صنعاء، بلغ تعداد سكانها 202 نسمة حسب تعداد اليمن لعام 2004.